# Aït Menguellet
Lounis Aït Menguellet , (en tifinagh: ⵍⵓⵏⵉⵙ ⴰⵜ ⵎⴻⵏⴳⴻⵍⴰⵜ), su nombre real es Abdenbi Aït Menguellet nacido el 17 de enero de 1950 en Ighil Bouammas en el ayuntamiento de Iboudraren en la Cabilia en Argelia es un poeta y cantante bereber, argelino de idioma cabilio .

## Biografía
Lounis Aït Menguellet es sin duda uno de los artistas más populares de la canción bereber contemporánea, un poeta que se convirtió, mucho después de Matoub Lounes, en uno de los símbolos de la afirmación de la identidad bereber. Respecto a los acontecimientos que sacudieron la región de Cabilia en los últimos años, dice que, la región es un bastión de protesta y siempre ha estado a la vanguardia de las luchas. 

Yo hablo de la  Cabilia a mi manera, con el fin de añadir algo para que las cosas evolucionen.

 Antes de apresurarse a decir que nunca hace política.
Mucha gente considera que la carrera de Lounis Ait Menguellet se puede dividir en dos partes según los temas: el primero, más sentimental de sus inicios, donde las canciones son más cortas y el segundo, más político y filosófico, caracterizado por canciones más largas que requieren interpretación y lectura más profunda. Ay agu (Neblina), Iḍul s anga a nruḥ (El camino es largo), Nekwni s warrac n Ledzayer (Nosotros, los niños de Argelia): Aït Menguellet elige deliberadamente en sus últimos conciertos para cantar estos poemas, como una invitación a su audiencia a la reflexión y al descubrimiento.
Al presentar su nuevo álbum a la prensa el 16 de enero de 2005, un día antes de su lanzamiento en su quincuagésimo quinto cumpleaños, en la Casa de la Cultura de Tizi Ouzou, Lounis señaló que 

el artista no hace más que llamar la atención de las personas sobre sus vivencias y suscitar su concienciazación. Es ya  una misión, y yo no me creo capaz  de proporcionar soluciones a los problemas.

 Amargado [ref. necesario] por la situación social  y política de su país desgarrado, Lounis canta cada vez menos las canciones sentimentales que caracterizaron sus inicios.

## Discografía
| año  | idioma cabilio                | español                                       |
| ---- | ----------------------------- | --------------------------------------------- |
| 1975 | Telt ñame                     | Tres días                                     |
| 1976 | Aniḍa n teğğam mmi            | Dónde dejaste a mi hijo                       |
| 1977 | Amjaheḑ                       | El mártir                                     |
| 1978 | Live à l'Olympia - Aεṭar      |                                               |
| 1979 | Ay agu                        | Oh nube                                       |
| 1981 | A lmus-iw                     | Mi espada                                     |
| 1982 | Eṭes eṭes                     | Dormir dormir                                 |
| 1983 | A mmi                         | Oh mi hijo                                    |
| 1984 | Eğğet-iyi                     | Déjame                                        |
| 1986 | Asefru                        | El poema                                      |
| 1988 | Les années d'or               | Los años dorados, 4 volúmenes                 |
| 1989 | Acimi                         | ¿Por qué?                                     |
| 1990 | Avriḍ n ṭemzi (Tirga n ṭemzi) | El camino de la juventud (sueños de juventud) |
| 1992 | A kwen-ixḍaε Rebbi            | Que Dios os maldiga                           |
| 1993 | Awal                          | La palabra                                    |
| 1996 | Iminig g iḍ                   | Viajero de la noche                           |
| 1997 | Siwel-iyi-d tamacahut         | Cuéntame una historia                         |
| 1999 | Inagan (Tiregwa)              | Testigo (Arroyos)                             |
| 2001 | Inasen                        | Dígales                                       |
| 2005 | Yenna-d wemγar                | El sabio dijo                                 |
| 2010 | Tawriqt Tacevhant             | la hermosa hoja                               |
| 2014 | Isefra                        | Poemas                                        |
| 2017 | Tudert-nni                    | Esa vida                                      |

## Premios y distinciones
- Doctor honoris causa  por la Universidad de Tizi Ouzou el 3 de octubre de 2017.[1]